# Louise-Jeanne Tiercelin de La Colleterie
Louise-Jeanne Tiercelin de La Colleterie, dite Madame de Bonneval (1746-1779), fut une maîtresse du roi de France Louis XV. Elle lui donna notamment un fils non reconnu, né à Paris le 7 février 1764, Benoît-Louis Le Duc, abbé. Ce dernier décède en 1837.

## Biographie
Louise-Jeanne de Tiercelin naît à Mortagne le 26 décembre 1746. Elle est baptisée le même jour à la paroisse Notre-Dame à Mortagne, dans la Perche, comme « Louise-Jeanne née d’aujourd’hui du légitime mariage de Pierre Tiercelin de La Colleterie et Jeanne-Jacqueline Vautorte, ses père et mère ». Le père de Louise-Jeanne, cavalier de la maréchaussée, aurait été « bâtard d'une maison illustre du nom que portait cette demoiselle ».
Mlle de Tiercelin a deux frères, dont l'un, pensionné par Louis XVI, se retira du service avec le grade de colonel d'infanterie. Il mourut en 1833, à l'âge de 88 ans. Elle a aussi une sœur, née en 1749, qui devient religieuse au couvent des Ursulines de Saint-Germain-en-Laye.
En 1762, Mlle de Tiercelin devient la maitresse de Louis XV. Elle va alors sur ses seize ans. C'est donc une enfant. Et ses puérilités amusent le Roi. « Je te déteste, tu es laid comme une bête ! » lui lance-t-elle un jour en pleine figure, ce qui le fit s’esclaffer. Une autre fois, dans un accès de colère, elle jette les diamants qu’il vient de lui offrir, ce qu’il trouva beaucoup moins drôle. Amoureux néanmoins de ses grâces enfantines, il continue de céder à tous ses caprices.
Madame de Pompadour, est sans doute rassurée par cette nouvelle aventure de Louis XV : car le souverain batifole. Lorsqu’il est las de Mlle de Romans, il s’encanaille avec la petite Tiercelin. Mlle de Tiercelin ne tarde pas à tomber enceinte et le 7 février 1764, elle donne naissance à un fils qui est baptisé à Saint Paul de Paris, sous le nom de Benoît-Louis Le Duc comme fils de Louis et de Julie de La Colleterie. C'est vers ce moment qu'elle commence à devenir ambitieuse. Elle est exilée en province peu de temps après la naissance de ce fils pour avoir prêté une oreille favorable à un certain abbé de Lustrac qui l'a incitée à intriguer pour obtenir la légitimation de son fils. Une lettre de cachet l'expédie à la Bastille le 25 juin 1765 ; elle est libérée le 18 août puis est reléguée chez les Dames de la Miséricorde, le roi lui laisse ses meubles et ses bijoux, et lui assure une pension de 12 000 livres pour prix de ses complaisances. Jugeant ce revenu trop modeste, Mlle de Tiercelin ne cessera dès lors de harceler le comte de Saint-Florentin, ministre de la Maison du roi, de ses demandes d’argent.
Contrairement à Mlle de Romans, Louise ne se maria jamais ; elle mena une vie tapageuse qui attira souvent l’attention sur elle.
Après le séjour chez les Dames de Miséricorde, elle est transférée de couvent en couvent : elle va à l'abbaye de Saussaye (diocèse d'Evreux), aux Visitandines de Paris, aux Véroniques de Blois. Elle était pensionnaire libre, elle pouvait dépenser de l'argent et ne tarda pas à se faire des dettes.
Elle a pris entretemps pour amant un intrigant, un certain comte de Langeac, qui est cause de son déplacement à Lyon à l'abbaye de la Déserte. Elle finit par se plaindre de sa poitrine délicate, Louis XVI finit par s'en émouvoir et lui accordera 30 000 livres de pension. Le roi qui l'a pris en pitié, finit toujours par payer les dettes de la demoiselle qui dépense près de 100 000 livres par an. Quand elle meurt, elle doit 300 000 livres et le roi ordonne de faire payer ses dernières dettes par le trésor royal.
Elle faillit se fiancer à un neveu de la comtesse de La Fontaine Solare-Vaudegré, mais le lieutenant général de police, Sartine oppose son refus à cette union.
Outre le roi Louis XV et le comte de Langeac, on lui attribue une liaison avec Paul Jones, qui deviendra contre amiral en Russie. Arrivé en France en 1778, cet anglais était devenu américain depuis trois ans et avait été négrier, corsaire et capitaine de vaisseau aux États-Unis. Il mourra en France en 1792.
Usée de cette vie tapageuse, la santé de Mlle de Tiercelin s’altéra. C'est à Saint-Germain-en-Laye, où Louis XVI l'autorise à se fixer, où depuis 1770 elle a une sœur Ursuline, qu'elle meurt poitrinaire le 5 juillet 1779. On l'enterre dans l'enclos du couvent.
Voici ce qu’en disent les Mémoires secrets de Bachaumont : « 5 juillet 1779 — Il vient de mourir une demoiselle Tiercelin, une de celles consacrées au plaisir de Louis XV. Celle-ci était la fille d’un cavalier de maréchaussée, bâtard d’une maison illustre du nom que portait cette demoiselle. Le sieur Le Bel, instruit de l’existence de cette rare beauté, l’avait fait enlever à onze ans et éduquer jusqu'à l’âge de quatorze, qu’il l’avait jugée propre à la couche de son maitre. C’est cette considération de destination forcée qui avait fait excepter Mlle Tiercelin par le roi actuel [Louis XVI], qui l’aimait beaucoup. Elle avait un sort d’environ trente mille livres de rente ; elle en dépensait cent, et tous les ans Sa Majesté ordonnait qu’on payât ses dettes. Elle en laisse encore pour trois cent mille livres. Elle a un fils d’environ quinze ans, qui se nomme M. Le Duc. À la mort de Mlle Tiercelin, son père et son frère ont trouvé une cassette précieuse qu’ils ont remise, et ils espèrent être bien récompensés. »
Quant au fils de Mlle de Tiercelin, Benoit Le Duc, il entra dans les ordres et devint abbé de Saint-Martin de Paris. Il aidera la famille royale sous la Révolution et mourra bien des années plus tard en 1829 sous la Restauration. Il est le confesseur du marquis de Favras.